# Chrestosema laeviusculum
Chrestosema laeviusculum is een vliesvleugelig insect uit de familie van de Figitidae. De wetenschappelijke naam van de soort is voor het eerst geldig gepubliceerd in 1913 door Hedicke.